# Pont génois

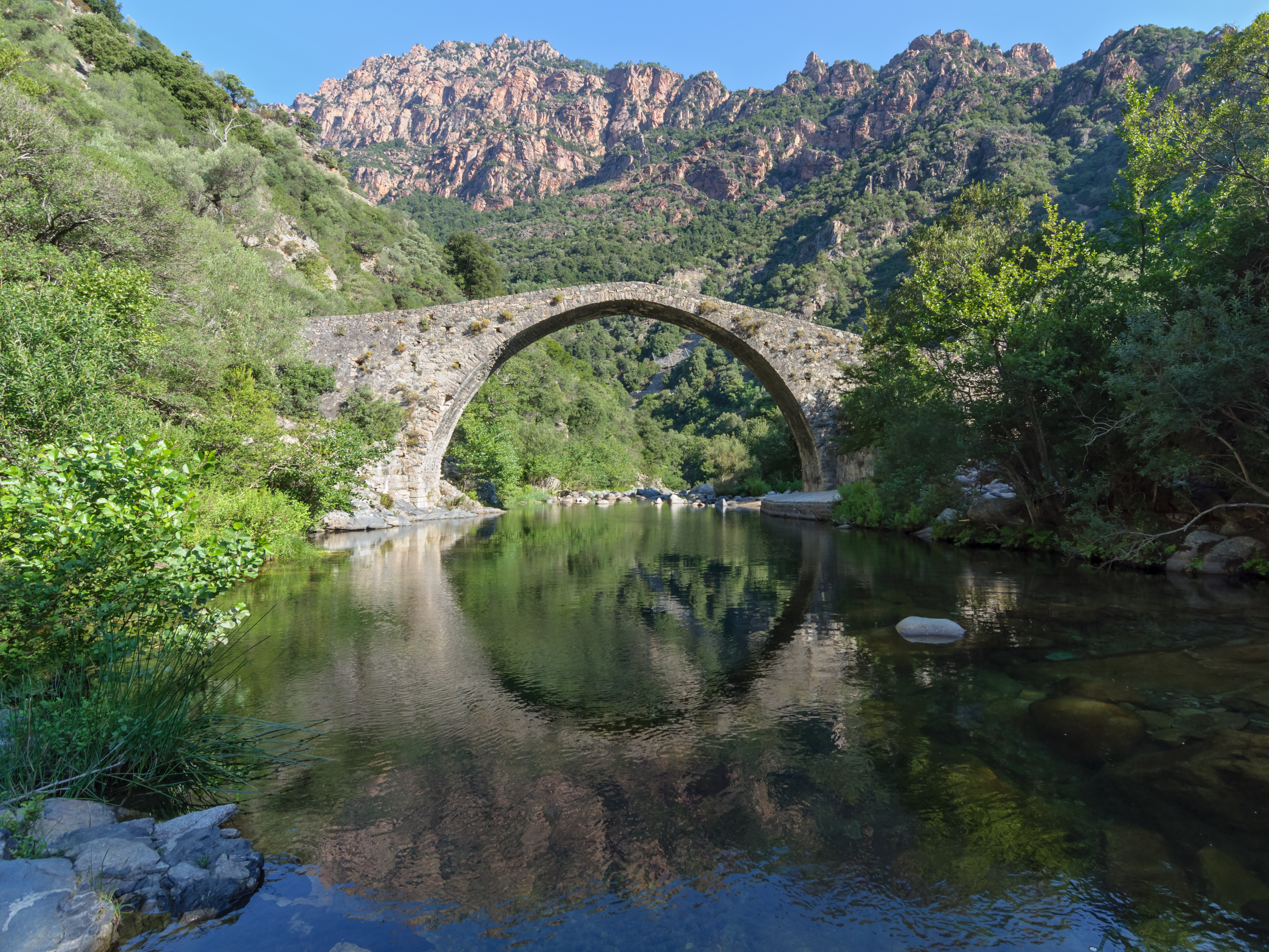
Pont de Pianella dans les gorges de la Spelunca sur la commune d'Ota (Sia).

Les ponts génois sont des ouvrages d'art en pierre construits principalement par les Génois en Corse.
Lors de l'occupation de la Corse par Pise et Gênes durant plusieurs siècles, un grand nombre de ponts en pierre ont été construits entre le XIIIe siècle et le XVIIIe siècle. Le nombre de ces ponts témoigne de la réorganisation économique de l'île lors de la domination génoise. Ces ouvrages d'art ont été fondamentaux pour le progrès car routes et ponts deviennent alors indispensables au transport des principales productions de l'île : le blé, le vin, l'huile d'olive et les châtaignes qui sont les bases de la nourriture et de l'économie de l'île.

## Architecture
Les ponts génois et pisans sont des édifices de pierres, caractérisées par un dos d'âne, dans la majorité des cas une arche unique et un tablier étroit. Leur construction s'étendit du XIIe siècle au XVIIIe siècle. Cependant, c'est surtout au XVe siècle que l'administration génoise décida de les multiplier afin de relancer l'économie insulaire et de favoriser les échanges entre les communautés isolées.

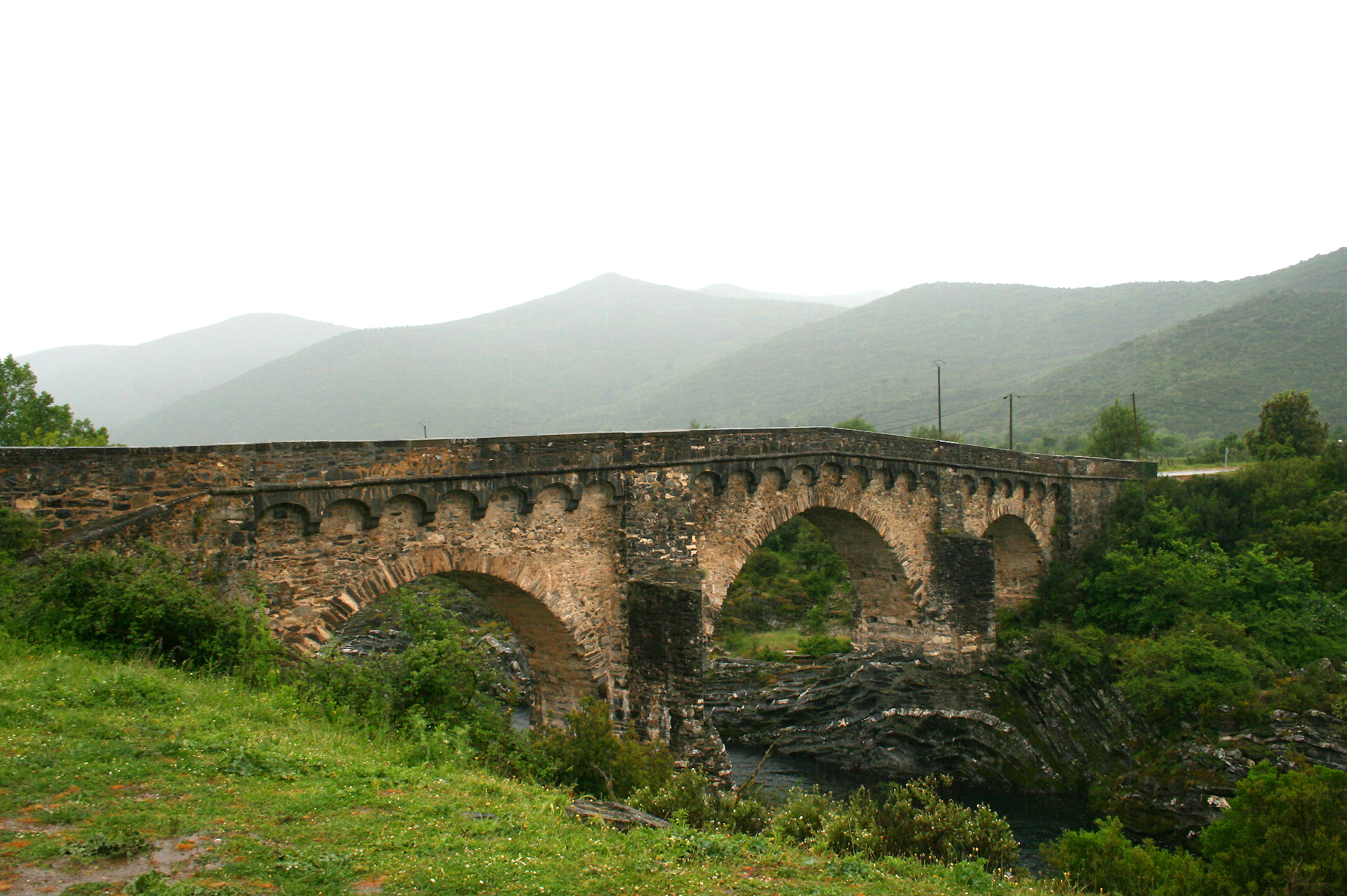
Le ponte à u Large enjambant le Tavignano sur la commune d'Altiani (Rogna).

Bien qu'abandonnés durant des siècles, ils font toujours preuve d'une étonnante solidité. En effet, leur hauteur et leur position à un endroit large du cours d'eau sont calculées en prévision des crues parfois subites et violentes du climat méditerranéen. Ils ont parfois dû suppléer un pont récent endommagé par une crue. Inspirés de l'art gothique, prédominant lors de leur construction, ces ponts se révèlent des chefs-d'œuvre de technicité et d'élégance qui vaut à certains d'entre eux d'être classés monuments historiques.

## Élargissement des ponts après 1778
Les ponts corses étaient des ponts muletiers. La largeur des grands ponts était initialement prévue (selon l'antique norme) pour le croisement de deux mulets bâtés. À partir de 1778, en prévision du charroi, l'intendant  Boucheporn fit élargir les principaux ponts en reconstruisant les parapets en encorbellement. Pour cela, de solides consoles en marbre cortenais furent incrustées dans le vieux parement. Elles portent, depuis cette époque, les arcatures en tuf, sur lesquelles repose le parapet

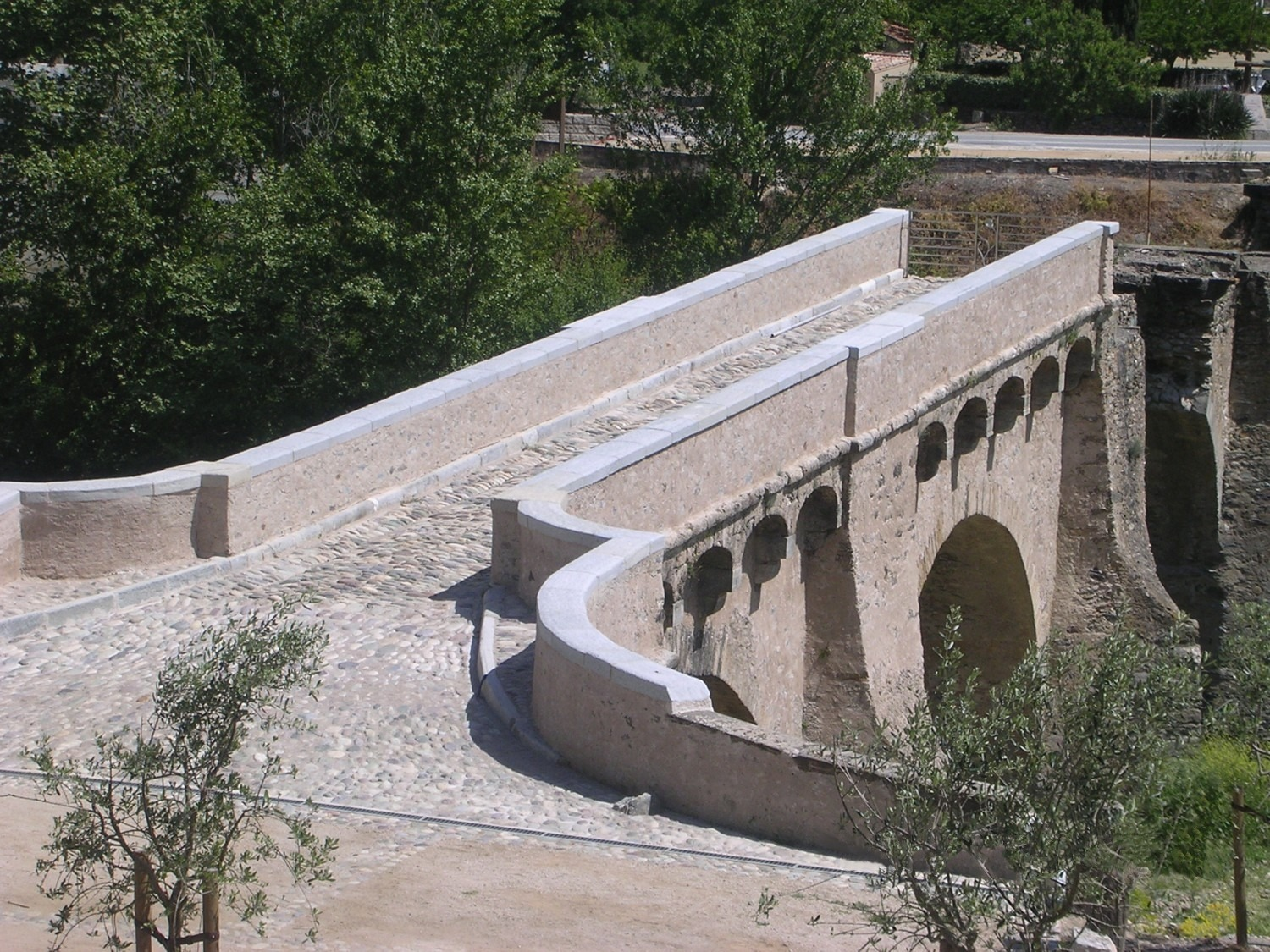
Ponte Novu, com. de Castello-di-Rostino, la vieille ricciata : calade de galets, avec les traces du charroi. Les chasse-roues bordant le pavement avaient aussi été ajoutés à la fin du XVIIIe siècle pour protéger les parapets.

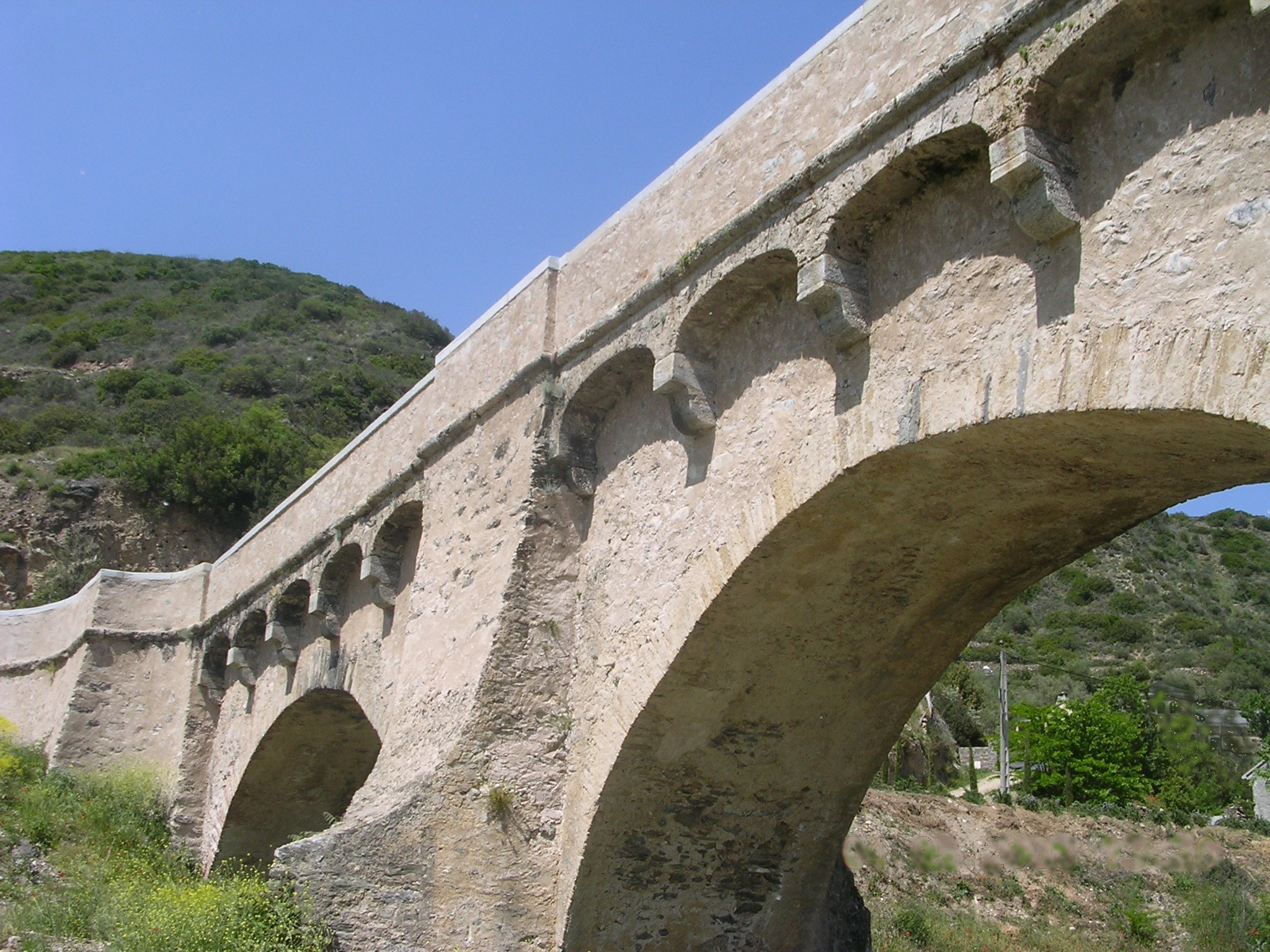
Ponte Novu, com. de Castello-di-Rostino, rétabli dans son aspect caractéristique comme ceux de Ponte Leccia et de Francardu sur Golu, ou du Large sur Tavignanu.

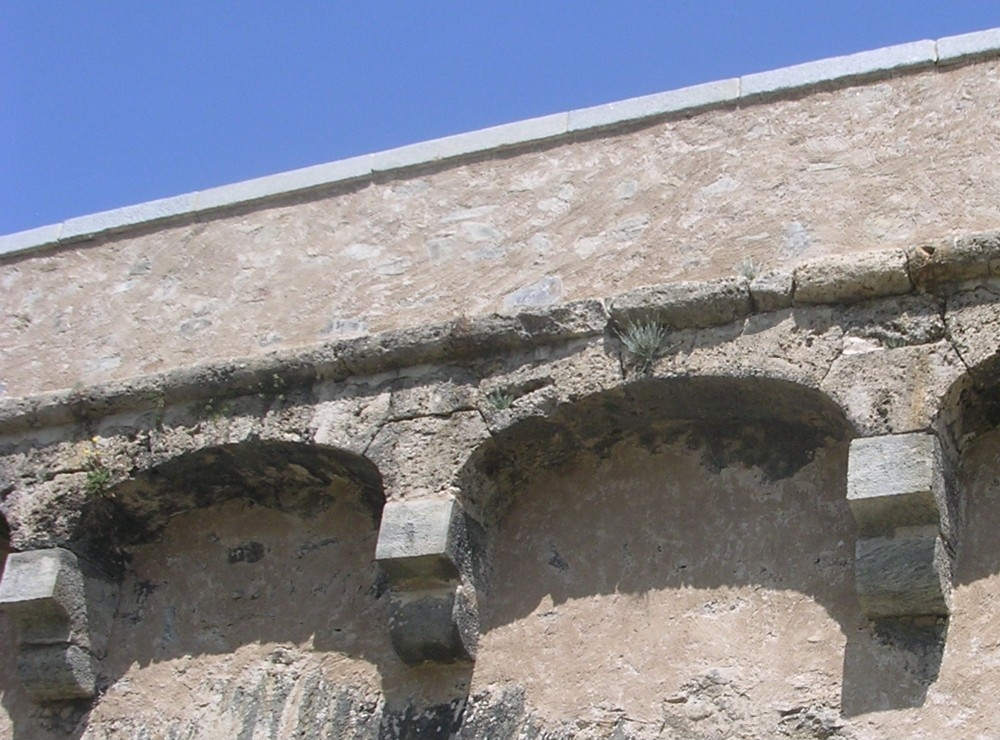
Ponte Novu, com. de Castello-di-Rostino, détail de l'assise du parapet sur les arcatures en tuf léger et les consoles en marbre très dur de Corti.

Ce sont ces petites arcatures (exclusivement fonctionnelles) qui depuis la fin du XVIIIe siècle, donnent à ces grands ponts l'élégance qui les caractérise : 
– Ponte Novu, sur le Golu à Castello-di-Rostino ;
– Pont'à Leccia ("Ponte à a leccia" / "Ponte Leccia"), sur le Golu à Morosaglia ;
– Francardu, sur le Golu à Omessa ;
– Pont'à u large, sur le Tavignanu à Altiani

## État actuel des grands ponts
- Au XXe siècle, face à la nécessité de permettre la circulation à double sens sur la route Ajaccio - Bastia, le pont sur le Golu à Ponte Leccia (commune de Morosaglia) fut à nouveau élargi en le doublant. Ce pont aménagé, inscrit au titre des monuments historiques par arrêté du 18 juin 1928[5], reçut un parapet en encorbellement imitant ceux du XVIIIe siècle.

- Quelques kilomètres en aval, le pont le plus célèbre[réf. souhaitée], Ponte Novu (commune de Castello-di-Rostino), inscrit au titre des monuments historiques par arrêté du 20 juillet 1928[6] et qui avait été dynamité le 9 septembre 1943 pour ralentir la 90e Panzer Division[7], vient d'être en partie restauré (2007-2008), et la restauration complète est programmée par la CTC.

La restauration actuelle permet de découvrir l'architecture et l'évolution des ponts corses :
Véritable musée libre en plein air, cette restauration offre la possibilité d'observer in situ le mode de construction des ponts corses : 
– le pont initial, la largeur du tablier, a ricciata (pavement), et même (à cause des dommages de guerre) la "coupe" (provisoire !) qui permet de comprendre l'extrême solidité de ces ponts ;
– les transformations réalisées au XVIIIe siècle pour élargir ces ponts.
- Autre franchissement du Golu par la RN 193, le pont de Francardu (Omessa) n'est plus en service grâce au nouveau contournement routier.
- Au sud-est de Corte, le Pont'à u large d'(Altiani) à voie unique (non doublé),  classé au titre des monuments historiques par arrêté du 14 janvier 1977[9], n'est plus en service (ancien franchissement du fleuve Tavignanu par la RN 200) ; Il est maintenant réservé aux piétons.

Un nouvel ouvrage routier a été construit en aval et le tracé de la RN a été modifié.